# Perverzió
A perverzió az emberi viselkedés azon formáira vonatkozó kifejezés, amelyek eltérnek a hagyományostól és normálisnak tekintettől. Eredeti definíciója szerint "elhajlás az eredeti jelentéstől vagy tantól", szó szerint elfordulás a normáktól.

## Fogalmi köre
A perverz szót többnyire pejoratív értelemben használjuk az ilyen viselkedést követő személyekre. A perverzió különbözik a deviáns viselkedéstől, ami a társadalmi szabályok felrúgását jelenti (bár a kettő vonatkozhat egyazon fajta viselkedésre).
A 20. századot megelőzően a szó többnyire vallásbeli perverziót jelölt, azaz elítélt vallásra való áttérést. Manapság leginkább a szexuális perverziókra, a parafíliákra használjuk. Lazábban használva jelenthet egyszerűen olyasvalakit is, akinek "piszkos", "erkölcstelen" gondolatai vannak.
Mindazonáltal a kifejezés használata kortól kultúrától, vallástól és személytől is függ; amit valaki, valahol, valamikor perverziónak tartott, az máshol, másvalaki számára lehet teljesen szokványos és elfogadott viselkedés.
Gyakran használt szinonimája: Lega

## Katolicizmus
Hasonló értelemben római katolikusok használták a "perverz" szót azokra, akik római katolikus vallásról protestáns hitre tértek át. A kifejezést hivatalosan már nem használják, bár a hagyománytisztelő katolikusok rendszerint ismerik.